# Apotrogia grandis
Apotrogia grandis är en kackerlacksart som beskrevs av Lucien Chopard 1952. Apotrogia grandis ingår i släktet Apotrogia och familjen jättekackerlackor. Inga underarter finns listade i Catalogue of Life.